# Speedcubing-Weltmeisterschaften 2009
Die 5. Speedcubing-Weltmeisterschaften wurden vom 9. bis 11. Oktober 2009 im Burg-Wächter Castello in Düsseldorf ausgetragen. Es wurden Weltmeister in 19 Disziplinen gekürt. Zudem gab es drei weitere, inoffizielle Wettbewerbe.
Das Gesamt-Preisgeld lag bei 21 500 Euro. Der höchstdotierte Sieg war der in der Königsdisziplin Rubik’s Cube mit 5000 Euro.

## Neue Weltrekorde
Im Verlauf des Turnieres wurden folgende neue Weltrekorde aufgestellt:
- Yumu Tabuchi in der Disziplin 3×3x3; 16,90 Sekunden (Durchschnitt)
- Bálint Bodor in der Disziplin Megaminx; 57,94 Sekunden (Einzelergebnis)
- Piotr Michal Padlewski in der Disziplin Square-1; 10,96 Sekunden (Einzelergebnis)
- Michal Halczuk in der Disziplin 7×7×7; 3 Minuten 43,15 Sekunden (Einzelergebnis)

## Ergebnisse

### 3×3×3
Jeder Teilnehmer hatte 5 Versuche, der Durchschnitt war entscheidend.
| Platz | Teilnehmer        | Bestzeit | ∅       |
| ----- | ----------------- | -------- | ------- |
| 1.    | Breandan Vallance | 9,63 s   | 10,74 s |
| 2.    | Erik Akkersdijk   | 10,75 s  | 11,52 s |
| 3.    | Tomasz Zolnowski  | 11,02 s  | 11,64 s |

### 4×4×4
Jeder Teilnehmer hatte 5 Versuche, der Durchschnitt war entscheidend.
| Platz | Teilnehmer           | Bestzeit | ∅       |
| ----- | -------------------- | -------- | ------- |
| 1.    | Syuhei Omura         | 43,19 s  | 45,18 s |
| 2.    | Durben Joun Virtucio | 44,69 s  | 48,36 s |
| 3.    | Erik Akkersdijk      | 39,43 s  | 49,47 s |

Akkersdijks Bestzeit von 39,43 s bedeuteten einen neuen Europarekord.

### 5×5×5
Jeder Teilnehmer hatte 5 Versuche, der Durchschnitt war entscheidend.
| Platz | Teilnehmer      | Bestzeit    | ∅           |
| ----- | --------------- | ----------- | ----------- |
| 1.    | Dan Cohen       | 1:10,40 min | 1:18,20 min |
| 2.    | Erik Akkersdijk | 1:19,52 min | 1:22,97 min |
| 3.    | Michael Halczuk | 1:21,50 min | 1:25,49 min |

### 2×2×2
Jeder Teilnehmer hatte 5 Versuche, der Durchschnitt war entscheidend.
| Platz | Teilnehmer      | Bestzeit | ∅      |
| ----- | --------------- | -------- | ------ |
| 1.    | Rowe Hessler    | 2,46 s   | 3,28 s |
| 2.    | Edouard Chambon | 2,68 s   | 3,44 s |
| 3.    | Lukasz Cialon   | 2,68 s   | 3,58 s |

### 3×3×3 Blind
Jeder Teilnehmer hatte 3 Versuche, der beste wurde gewertet.
| Platz | Teilnehmer      | ∅           |
| ----- | --------------- | ----------- |
| 1.    | Guillain Potron | 1:05,43 min |
| 2.    | Rafal Guzewicz  | 1:10,63 min |
| 3.    | Timothy Sun     | 1:14,06 min |

### 3x3x3 einhändig
Jeder Teilnehmer hatte 5 Versuche, der Durchschnitt war entscheidend.
| Platz | Teilnehmer   | Bestzeit | ∅       |
| ----- | ------------ | -------- | ------- |
| 1.    | Yumu Tabuchi | 15,55 s  | 16,90 s |
| 2.    | Syuhei Omura | 18,80 s  | 19,97 s |
| 3.    | Rowe Hessler | 15,33 s  | 20,02 s |

Tabuchis Siegerzeit von 16,90 s bedeuteten einen neuen Weltrekord.

### Rubik’s Cube: With Feet
| Platz | Teilnehmer      | ∅           |
| ----- | --------------- | ----------- |
| 1.    | Yumu Tabuchi    | 55,34 s     |
| 2.    | Erik Akkersdijk | 1:06,31 min |
| 3.    | Timothy Sun     | 1:12,71 min |

### 3x3x3 Fewest Moves
| Platz | Teilnehmer   | ∅  |
| ----- | ------------ | -- |
| 1.    | Olivér Perge | 26 |
| 2.    | Yumu Tabuchi | 29 |
| 3.    | Bence Barát  | 30 |
| 3.    | Maarten Smit | 30 |

Tabuchis 29 Moves bedeuteten einen neuen Asienrekord.

### Megaminx
Jeder Teilnehmer hatte 3 Versuche, der Durchschnitt war entscheidend.
| Platz | Teilnehmer     | Bestzeit    | ∅           |
| ----- | -------------- | ----------- | ----------- |
| 1.    | Bálint Bodor   | 57,94 s     | 1:05,32 min |
| 2.    | Simon Westlund | 1:08,00 min | 1:09,98 min |
| 3.    | Takumi Yoshida | 1:10,46 min | 1:11,93 min |

Bodors Bestzeit von 57,94 s bedeuteten einen neuen Weltrekord.

### Pyraminx
Jeder Teilnehmer hatte 5 Versuche, der Durchschnitt war entscheidend.
| Platz | Teilnehmer          | Bestzeit | ∅      |
| ----- | ------------------- | -------- | ------ |
| 1.    | Yohei Oka           | 3,88 s   | 4,87 s |
| 2.    | Tomasz Kiedrowicz   | 5,34 s   | 5,79 s |
| 3.    | Oscar Roth Andersen | 5,00 s   | 6,26 s |

### Square-1
Jeder Teilnehmer hatte 5 Versuche, der Durchschnitt war entscheidend.
| Platz | Teilnehmer             | Bestzeit | ∅       |
| ----- | ---------------------- | -------- | ------- |
| 1.    | Piotr Michal Padlewski | 10,96 s  | 15,21 s |
| 2.    | Dan Cohen              | 13,28 s  | 17,64 s |
| 3.    | Grzegorz Prusak        | 16,90 s  | 20,77 s |

Padlewskis Bestzeit von 10,96 s bedeuteten einen neuen Weltrekord.
Padlewskis Durchschnittszeit von 15,21 s bedeuteten einen neuen Europarekord.

### Rubik’s Clock
Jeder Teilnehmer hatte 5 Versuche, der Durchschnitt war entscheidend.
| Platz | Teilnehmer                 | Bestzeit | ∅       |
| ----- | -------------------------- | -------- | ------- |
| 1.    | Koen Wermer                | 8,18 s   | 9,43 s  |
| 2.    | Ernesto Fernández Regueira | 8,61 s   | 9,54 s  |
| 3.    | Dennis Strehlau            | 9,27 s   | 10,47 s |

### 6×6×6
Jeder Teilnehmer hatte 3 Versuche, der Durchschnitt war entscheidend.
| Platz | Teilnehmer      | Bestzeit    | ∅           |
| ----- | --------------- | ----------- | ----------- |
| 1.    | Dan Cohen       | 2:22,58 min | 2:36,65 min |
| 2.    | Michael Halczuk | 2:47,22 min | 2:52,02 min |
| 3.    | Erik Akkersdijk | 2:37,94 min | 2:54,59 min |

### 7×7×7
Jeder Teilnehmer hatte 3 Versuche, der Durchschnitt war entscheidend.
| Platz | Teilnehmer     | Bestzeit    | ∅           |
| ----- | -------------- | ----------- | ----------- |
| 1.    | Michal Halczuk | 3:43,15 min | 4:01,23 min |
| 2.    | Bence Barát    | 3:57,13 min | 4:07,73 min |
| 3.    | Dan Cohen      | 3:50,00 min | 4:25,87 min |

Halczuks Bestzeit von 3:43,15 min bedeuteten einen neuen Weltrekord.

### Rubik’s Magic
Jeder Teilnehmer hatte 5 Versuche, der Durchschnitt war entscheidend.
| Platz | Teilnehmer   | Bestzeit | ∅      |
| ----- | ------------ | -------- | ------ |
| 1.    | Olivér Perge | 0,94 s   | 1,01 s |
| 2.    | Bálint Bodor | 0,88 s   | 1,05 s |
| 3.    | Máté Horváth | 0,97 s   | 1,06 s |

### Master Magic
Jeder Teilnehmer hatte 5 Versuche, der Durchschnitt war entscheidend.
| Platz | Teilnehmer             | Bestzeit | ∅      |
| ----- | ---------------------- | -------- | ------ |
| 1.    | Máté Horváth           | 1,93 s   | 2,22 s |
| 2.    | Milán Baticz           | 2,02 s   | 2,47 s |
| 3.    | Piotr Michal Padlewski | 2,69 s   | 2,96 s |

### 4×4×4 Blind
Jeder Teilnehmer hatte 2 Versuche, der bessere wurde gewertet.
| Platz | Teilnehmer     | ∅           |
| ----- | -------------- | ----------- |
| 1.    | Kai Jiptner    | 7:02,66 min |
| 2.    | Yumu Tabuchi   | 8:41,85 min |
| 3.    | Chris Hardwick | 9:41,87 min |

Tabuchis Bestzeit von 8:41,85 min bedeuteten einen neuen Asienrekord.

### 5×5×5 Blind
Jeder Teilnehmer hatte 2 Versuche, der bessere wurde gewertet.
| Platz | Teilnehmer     | ∅         |
| ----- | -------------- | --------- |
| 1.    | Rafal Guzewicz | 15:43 min |
| 2.    | Chris Hardwick | 24:46 min |
| 3.    | Ryosuke Mondo  | 26:30 min |

Guzewiczs Bestzeit von 15:43 min bedeuteten einen neuen Europarekord.
Mondons Bestzeit von 26:30 min bedeuteten einen neuen Asienrekord.

### 3x3x3 Multi-Blind
38 Personen nahmen an diesem Wettkampf teil.
| Platz | Teilnehmer      | ∅               |
| ----- | --------------- | --------------- |
| 1.    | Tim Habermaas   | 12/14 52:50 min |
| 2.    | Dennis Strehlau | 11/12 57:00 min |
| 3.    | Timothy Sun     | 06/60 36:59 min |